# La Barben
La Barben é uma comuna francesa na região administrativa da Provença-Alpes-Costa Azul, no departamento de Bouches-du-Rhône. Estende-se por uma área de 22,85 km². Em 2010 a comuna tinha 869 habitantes (densidade: 38 hab./km²).